# Nikolai Sergejewitsch Titow (Komponist, vor 1750)
Nikolai Sergejewitsch Titow (russisch Николай Сергеевич Титов; * vor 1750; † 1776) war ein russischer Komponist und Schriftsteller.
Titow schlug eine militärische Laufbahn ein und erlangte den Rang eines Obersts. Später war er als Staatsrat im Staatsdienst aktiv. Er betätigte
sich als Theaterunternehmer und Schriftsteller und wurde als Komponist dreier komischer Opern bekannt. Auch seine Söhne Alexei Nikolajewitsch Titow und Sergei Nikolajewitsch Titow waren Komponisten.

## Werke
- Smotr nevest ili Guljanje na Krasnom prudu (Brautschau oder Volksfest am Roten Teich), komische Oper UA 1763
- Novyj God ili Vstretscha Vasiljeva vetschera (Das neue Jahr oder Begegnung am Vorabend des Basiliustages), komische Oper UA 1768
- Prinushdjennaja Shenitsja (Die erzwungene Eheschließung), komische Oper, UA 1789

## Quelle
- Operone.de: Titov, Nikolaj Sergeevic

| Personendaten    | Personendaten                           |
| ---------------- | --------------------------------------- |
| NAME             | Titow, Nikolai Sergejewitsch            |
| ALTERNATIVNAMEN  | Титов, Николай Сергеевич (russisch)     |
| KURZBESCHREIBUNG | russischer Komponist und Schriftsteller |
| GEBURTSDATUM     | vor 1750                                |
| STERBEDATUM      | 1776                                    |